# Żyndo 2-je
Żyndo 2-je (ros. Жиндо 2-е) – wieś w Rosji, w Kraju Zabajkalskim, w rejonie krasnoczikojskim. W 2010 liczyła 177 mieszkańców.